# Kapuzinerkloster Rheinfelden
Das Kapuzinerkloster Rheinfelden AG war ein 1804 aufgehobenes Kloster des Kapuzinerordens in der Stadt Rheinfelden im Kanton Aargau in der Schweiz. Die erste Grundsteinlegung erfolgte 1596 und nach Verlust 1634 durch Plünderung und Niederbrennung im Dreissigjährigen Krieg erneut 1655. Das Kloster wurde 1804 endgültig aufgehoben. Der mehrfach umgebaute Klosterkomplex an der Kapuzinergasse wird heute als Kulturzentrum und Wohnraum genutzt.

## Geschichte

### Gründung

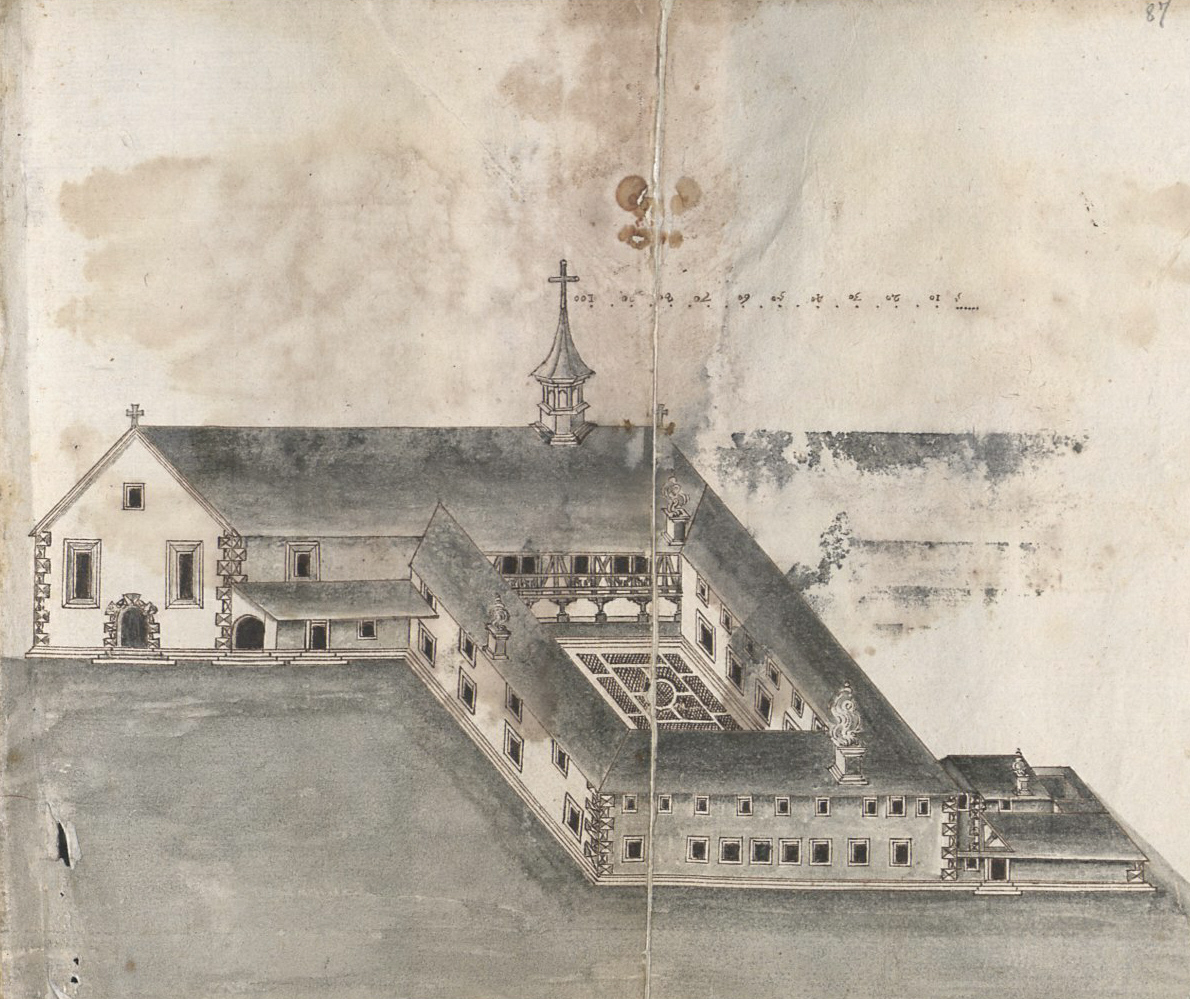
Musterentwurf für das Kloster aus der Handschrift Don 879 in der Württembergischen Landesbibliothek Stuttgart

Der Bau des ersten Kapuzinerklosters Rheinfelden fiel in die frühe Gründungsphase der Kapuzinerklöster nördlich der Alpen und folgte auf die Gründungen in Baden und Solothurn. Unter den Initiatoren und Stiftern werden der Komtur in Beuggen Hartmann von Hallwil, die Äbtissin Ursula von Olsberg, der Dekan Johann Rüdelbaum von Rheinfelden und der Ratschreiber Bartholomäus Hüglin von Rheinfelden hervorgehoben. Die Konsekration des ersten Klosters auf dem Rheinfeldener Kapuzinerberg erfolgte am 24. Oktober 1598 durch den Basler Fürstbischof Jakob Christoph Blarer von Wartensee.
In Rheinfelden waren während der Reformation einige Bürger zum neuen Bekenntnis übergetreten. Auch gab es täuferische Umtriebe. Ein wichtiger strategischer Punkt war die Nachbarschaft zur reformierten Stadt Basel. Die flächendeckende Einrichtung von Kapuzinerklöstern in Vorderösterreich war ansonsten ein Akt der Gegenreformation, der nach dem Regierungsantritt Leopolds V. begann. Der Französische Krieg von 1633 bis 1648 und die darauf folgende französische Besatzung der Waldstädte bis zum 18. Oktober 1650 sorgte für eine Unterbrechung des Programmes, das unter Leopolds Sohn Ferdinand Karl wieder aufgenommen wurde. Unter der Maxime Glaube und Treue sollte der weitgehend von protestantischen Gebieten umgebene habsburgische Korridor konfessionell und ideologisch gefestigt werden. 1633 waren die Besatzungen der Waldstädte in grossen Teilen zu den Schweden übergelaufen.
Unter der Aufsicht des Basler Fürstbischofs Johann Franz von Schönau übernahm die Schweizer Kapuzinerprovinz die Planung, Errichtung und Besetzung der drei Klostergründungen in Rheinfelden, Laufenburg und Waldshut. In Säckingen waren bereits die Franziskanerinnen vertreten. Ein bis etwa 1664 geführter handschriftlicher Kodex aus der fürstenbergischen Hofbibliothek Donaueschingen, der Codex Donaueschingen 879, dokumentiert das schweizerisch-österreichische Gemeinschaftsprojekt. Das Werk wird dem aus Pfullendorf stammenden Ordensbaumeister Probus Heine zugeschrieben. Heine war als Baumeister des Ordens auch für die Errichtung des Rheinfelder Klosterkomplexes verantwortlich.
Die kriegerischen Ereignisse nach der Übergabe der Stadt an die Schweden 1633 und die schwedisch-französische Besatzungszeit von 1638 bis Oktober 1650 schoben das Vorhaben des Wiederaufbaus auf. Am 1. April 1655 erfolgte die Grundsteinlegung ohne Nennung des Legenden bei Romuald. Das Baugelände innerhalb der Stadtmauern stifteten die Familie Eggs und die Stadt Rheinfelden. Unter den Stiftern werden Martin Besenwall von Solothurn, der Stadtpfarrer, der Komtur in Beuggen, der Fürstbischof und lokale Adelige hervorgehoben. Die Weihung der Konventskirche wurde nach Romuald von Stockach am 4. Oktober 1657 durch den Titularbischof Thomas Henrici von Chrysopolis, Suffragan des Fürstbistums Basel, vorgenommen. Das Presbyterium (der Chor) wurde unter das Patronat der hl. Dreifaltigkeit und die Laienkirche unter das Patronat der Himmelfahrt Mariens gestellt.

### Wichtige Ereignisse
- 1594 initiierten der Komtur in Beuggen, die Äbtissin von Olsberg, der Dekan von Rheinfelden und der Ratschreiber von Rheinfelden den Bau des ersten Kapuzinerklosters auf dem Kapuzinerberg in Rheinfelden.
- 1596 wurde der Grundstein zum ersten Klosterbau von Dekan Johann Rüdelbaum gelegt.
- 1598 weihte der Fürstbischof von Basel Blarer Laienkirche und Presbyterium.
- 1611 engagierten sich die Rheinfeldener Kapuziner bei dem schwersten Pestausbruch in Rheinfelden.
- 1618 wirkte Markus Roy bis in das Folgejahr als Guardian.
- 1632 wurde das vor den Toren der Stadt auf dem Kapuzinerberg liegende erste Kloster geplündert.
- 1634 nimmt der General der schwedischen Truppen Rheingraf Otto Ludwig von Salm-Kyrburg-Mörchingen bei der Belagerung Reinfeldens sein Hauptquartier im Kloster, das mit dem Abzug der Schweden abbrannte.
- 1655 wurde der Grundstein für den zweiten Klosterbau innerhalb der Stadt gelegt.
- 1657 wurden die Kirchen durch den fürstbischöflichen Suffragan Thomas Henrici konsekriert.
- 1658 wurde der Konventstrakt bezogen.
- 1664 richteten die Städte Rheinfelden, Laufenburg und Waldshut einen gemeinsamen Gesuch an Erzherzog Sigismund Franz zur Anbindung ihrer Kapuzinerklöster an eine eigene Vorderösterreichische Ordensprovinz, da man nicht von den «jeweils abhold gewesten Schweizern» getröstet und geistlich versehen werden wollte.[4]
- 1668 spalteten sich die 27 vorderösterreichischen Klöster[5] am 16. April auf dem Provinzialkapitel der Schweizer Kapuzinerprovinz in Wyl ab und gründeten die Vorderösterreichische Kapuzinerprovinz.
- 1674 engagierten sich die Rheinfeldener Kapuziner erneut bei der immer wieder aufflackernden Pest.
- 1678 blieb das Kloster bei der Beschiessung durch die Franzosen unbeschädigt.
- 1750 wurde der Altar der neu errichteten Fideliskapelle geweiht.
- 1772 liess Kaiserin Maria Theresia mit dem Hoferlass vom 20. März nur noch geborene Österreicher in Leitungsfunktionen des Ordens zu.
- 1781 vollzog der letzte Definitor der Vorderösterreichischen Kapuzinerprovinz, R.P. Reinhard von Waldshut die von Wien am 24. März angeordnete Abtrennung der nichtösterreichischen Kapuzinerklöster.
- 1781 wurde die Aufnahme von Novizen mit dem Hofdekret vom 8. Juni untersagt.
- 1788 wurde am 1. Februar das Almosensammeln, der Amulett- und Kräuterbüschelverkauf untersagt. Die Patres wurden durch den Religionsfonds alimentiert.
- 1796 wurden Soldaten der französischen Rheinarmee unter General Tarreau von österreichischen Verbände unter General Wolf im Kloster angegriffen.
- 1801 wurde das Kloster nach dem Entschädigungsplan gemäss der Frieden von Luneville und Amiens der Helvetischen Republik übertragen.
- 1803 gelangte Rheinfelden an den Kanton Aargau. Die Kapuziner wurden im Oktober in das Reich beordert.
- 1804 wurde das Kloster endgültig aufgehoben und dem Kanton Aargau übereignet.

### Aufgaben und Tätigkeiten des Klosters
Die Kapuzinerpriester halfen zeitweilig innerhalb des Dekanats Rheinfelden aus. Ab 1670 kam nach der Abschaffung des Pfarrzwanges die Abnahme der Beichte hinzu. In der Folge berichteten die vorderösterreichischen Kapuzinerklöster über jährlich bis zu 800'000 abgenommene Beichten. Die seelsorgerische Betreuung der Kranken und Sterbenden war nach dem Usus der Zeit fast ausschliesslich den Kapuzinern anvertraut. Kapuziner nahmen sich in Gefängnissen in besonderer Weise Inhaftierter und Verurteilter an und begleiteten die zum Tode verurteilten auf ihrem letzten Gang. Heinrich von Kleist verarbeitete dies Aufgabe in der 20. Anekdote (vom Kapuziner) im 53. Abendblatt, vom 30. November 1810.
Ein weiterer Schwerpunkt lag in der Mission, die sich bis tief in die reformierten Kantone der Eidgenossenschaft erstreckte. Dies führte zu wiederholten Verhandlungen mit der eidgenössischen Tagsatzung. Der Kapuzinerorden erwarb sich grosse Verdienste bei der Versorgung der Pestkranken in den Epidemien des 16. und frühen 17. Jahrhunderts. Krankenseelsorge und Krankenpflege gingen in einander über. Ab 1674 grassierte die Pest erneut in Rheinfelden Bei der seelsorgerischen Betreuung und Pflege der Erkrankten verstarben sechs Kapuziner.
Dem Kloster war nach Süden eine Weberei angebaut, die auch die anderen Klöster der Kustodie mit Tuchen und Stoffen versorgte. Ein Kuriosum ist ein auf 1760 datiertes Blatt Büttenpapier aus Rheinfelden, das als Wasserzeichen einen Kapuziner mit Rosenkranz und Kreuz hat. Nach dem Luzerner Stadtarchivar Dr. Theodor von Liebenau (1840–1914) experimentierte das Rheinfeldener Kapuzinerkloster mit der Herstellung von Papier.

### Entwicklung und Ende der Klostergemeinschaft
Nach den der Architectura Capucinorum bot das Kloster Platz für mehr als 30 Brüder. Es zeigte sich jedoch bald, dass die Klosterbauten zu eng angelegt waren. Tatsächlich dürften bis in die 1780er Jahre nicht mehr als zwanzig Kapuziner im Kloster gelebt haben. Nach dem Verbot der Aufnahme von Novizen 1781 konnte der Konvent nur durch Brüder aus anderen Kommunitäten oder Konventen wachsen.

### Das Kloster in Kriegszeiten
Während der Belagerung Rheinfeldens 1678 durch François de Créquy wurde die Stadt von rechtsrheinischer Seite durch die französische Artillerie zwei Wochen lang unter Beschuss genommen. Das Kloster überstand die Kanonade unbeschädigt.

### Säkularisation und Aufhebung
Der lange Prozess der Säkularisation des Klosters wurde am 8. Juni 1781 durch ein Hofedikt in Wien eingeleitet, nach dem die Aufnahme von Novizen nicht mehr erlaubt war. Das eigentliche Ende folgte auf den Frieden von Lunéville am 9. Februar 1801. Rheinfelden wurde 1802 durch Frankreich der Helvetischen Republik zugeschlagen und gelangte in der Folge am 19. Februar 1803 an den neu geformten Kanton Aargau. Die Wiener Regierung ihrerseits rief im November 1803 alle Kapuziner aus den abgetrennten Gebieten in das Reichsgebiet zurück. Der letzte Guardian des Rheinfeldener Kapuzinerklosters P. Reginald Fendrich exilierte 1804 in das Kapuzinerkloster Waldshut, wo er 1811 verstarb.

## Ausstattung des Klosters

### Klosterbibliothek

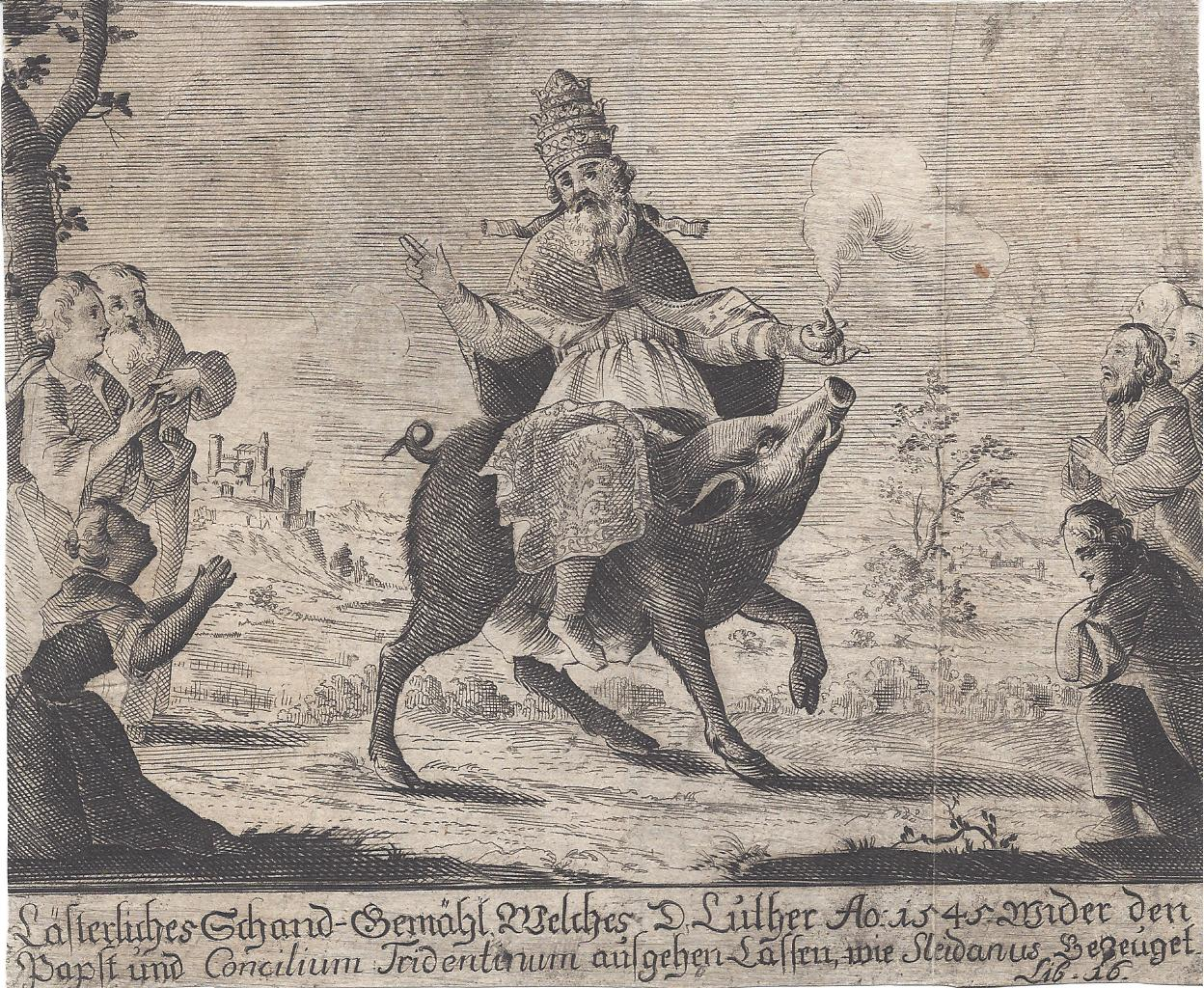
Johann Nikolaus Weislinger: Antireformatorische Illustration aus Friss Vogel oder stirb, 1726

Die erste Bibliothek, die 200 Bände umfasst haben soll, verbrannte 1634. Der Aufbau der ab 1655 eingerichteten zweiten Klosterbibliothek wird bei Romuald von Stockach nicht behandelt. Die Bibliothek des Klosters kam nach der Aufhebung 1806 zum grossen Teil in die 1804 neugegründete Aargauer Kantonsbibliothek. Der Rest ging für 130 Franken an den Buchdrucker Renker. Den aus den Kapuzinerklöstern Laufenburg und Rheinfelden übernommenen Buchbestand stufte man noch 1857 als wenig oder nicht bedeutend ein, da er vornehmlich aus asketischen Schriften, Ausgaben der Kirchenväter und Klassikern bestand. Das Klosterarchiv wurde dem Staatsarchiv Aargau übergeben und dort archiviert.

### Inneneinrichtung der Kirchen

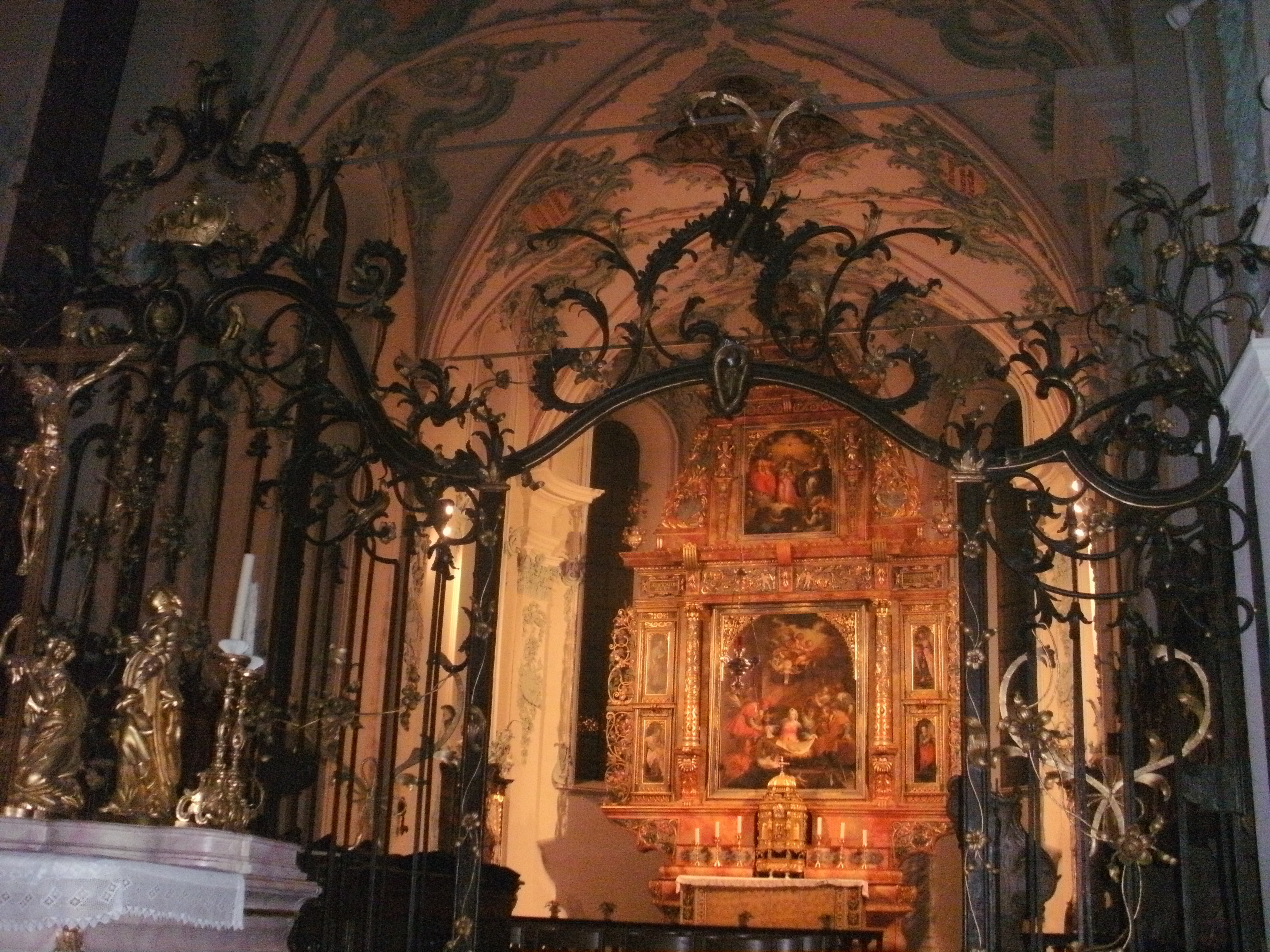
Hauptaltarblatt mit der Geburt Christi, ehemals Kapuzinerkloster in St. Martin, Rheinfelden

Die komplette Inneneinrichtung des Klosters wurde am 24. September und am 6. November 1806 mit einem Erlös von 531 Gulden versteigert. Die Rokokoseitenaltäre der Laienkirche und der Hauptaltar des Presbyteriums gingen bei der Versteigerung an die Gemeinde Magden, wo sie noch heute in der Christkatholischen Kirche inkorporiert sind. Ein Gemälde mit der Geburt Christis wurde Ende des 18. Jahrhunderts aufgrund seiner malerischen Qualität fälschlich als Original von Antonio da Correggio aufgefasst und befindet sich heute in der christkatholischen Stiftskirche St. Martin. Recte ist es eine von sechs bekannten Kopien nach einer Kupferstichvorlage Correggios. Der Versteigerungskatalog von 1806 führte 38 Tafeln und Gemälde auf.

### Ausstattung der Fideliskapelle
Zur Einweihung stiftete Kaiserin Maria Theresia das 1746 von Pompeo Batoni geschaffene Altarblatt, das die Apotheose des Hl. Fidelis darstellt. Das Altarblatt wurde nach der Aufhebung in die St. Margarethenkapelle in Rheinfelden verbracht. Im Zuge eines Neubaus der Margarethenkapelle wurde das Altarblatt ebenfalls in die Stiftskirche Rheinfelden gebracht. Das Gemälde hängt an der Aussenwand des südlichen Seitenschiffs vor der Empore.

### Fresken
Blatt 12 der Architectura capucinorum im Cod. Don. 879 zeigt die Chorwand zwischen Laienkirche und Presbyterium, deren oberer Abschnitt chorseitig mit einem Kreuzigungsmotiv mit Engeln, die das Blut der Wundmale auffangen sowie Heiligendarstellungen ausgemalt ist.

## Beschreibung

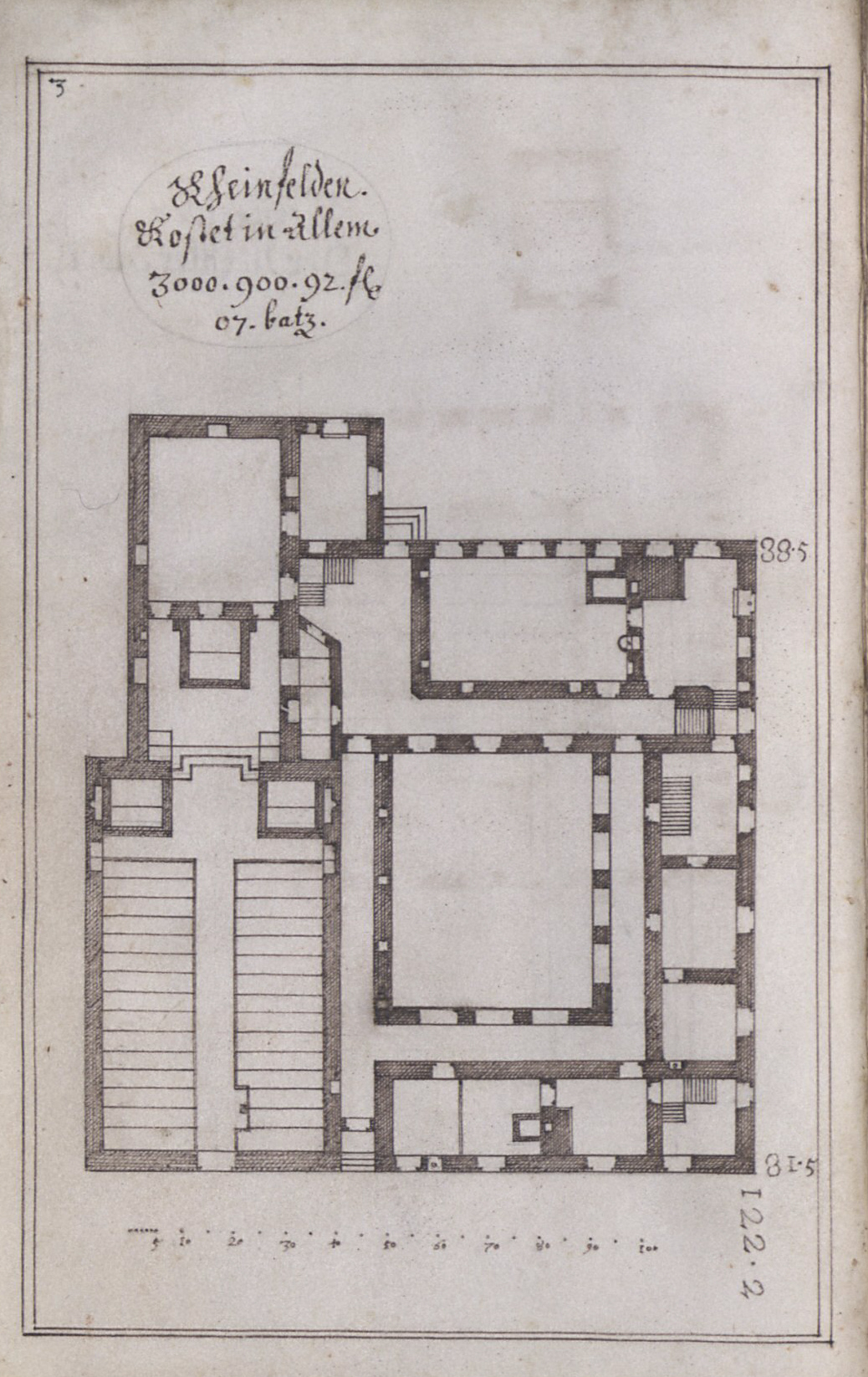
Probus Heine: Riss des Erdgeschosses des Kapuzinerklosters Rheinfelden, um 1656

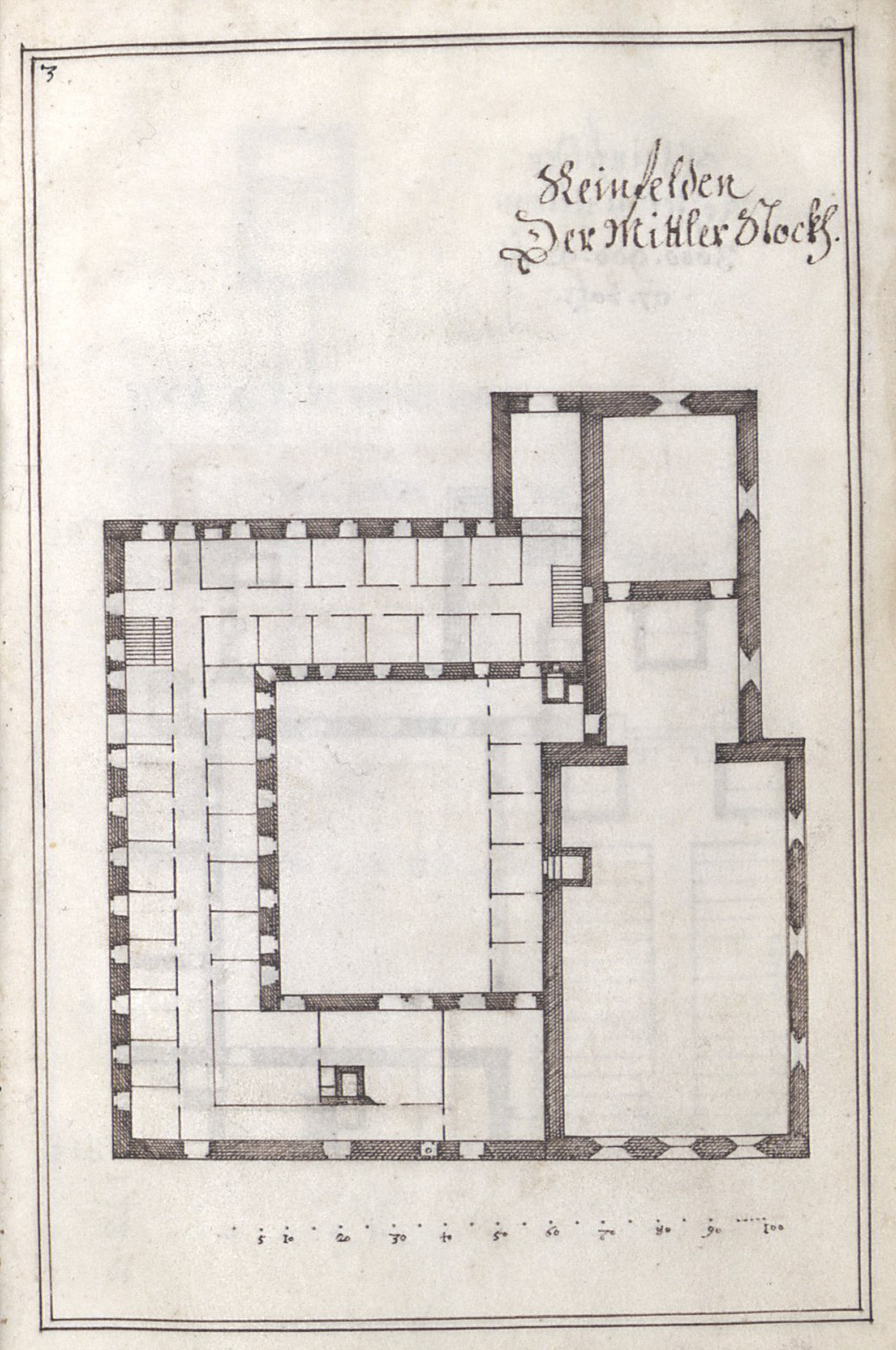
Probus Heine: Riss des Mittelgeschosses des Kapuzinerklosters Rheinfelden, um 1656

### Lage
Der Klosterkomplex liegt in der Rheinfeldener AG Kapuzinergasse 18–20.

### Laienkirche, Psallierchor und Presbyterium
Der Kirchentyp folgt dem venetisch-tirolischen Schema der zeitgenössischen Kapuzinerkirchen. Ausgehend von den bauzeitlichen Plänen für das bauähnliche Waldshuter Kloster in der Architectura Capucinorum stand die rechteckige Laienkirche (1) im Nordosten der Anlage. In dem kleinen ihr südlich angebauten rechteckigen Gebäudetrakt mit zwei Kreuzgewölben folgten der durch das Chorgitter unter dem Transversalbogen abgetrennte Psallierchor (2) und nach Süden das Presbyterium (3). Der Psallierchor und das Presbyterium waren durch zwei während der Handlungen verschlossene Fenster und eine Trülle verbunden. Die beiden Fenster ermöglichten Beichte und Kommunion. Durch die Trülle wurden die aus liturgischen Gründen benötigten Mittel Wein, Wasser und Brot ausgetauscht. Konventsseitig ermöglichte ein oben gelegenes Fenster den Einblick in die Laienkirche. Die Kanzel der Laienkirche wurde über die im Obergeschoss des Konventstrakts gelegene Bibliothek (24) erreicht. Nach Osten waren dem Psallierchor und dem Presbyterium eine kleine Sakristei (4) und ein Gang mit einem Wandbecken (5) angebaut. Auf der Westseite des Psallierchores befand sich das Oratorium (10).

### Fideliskapelle

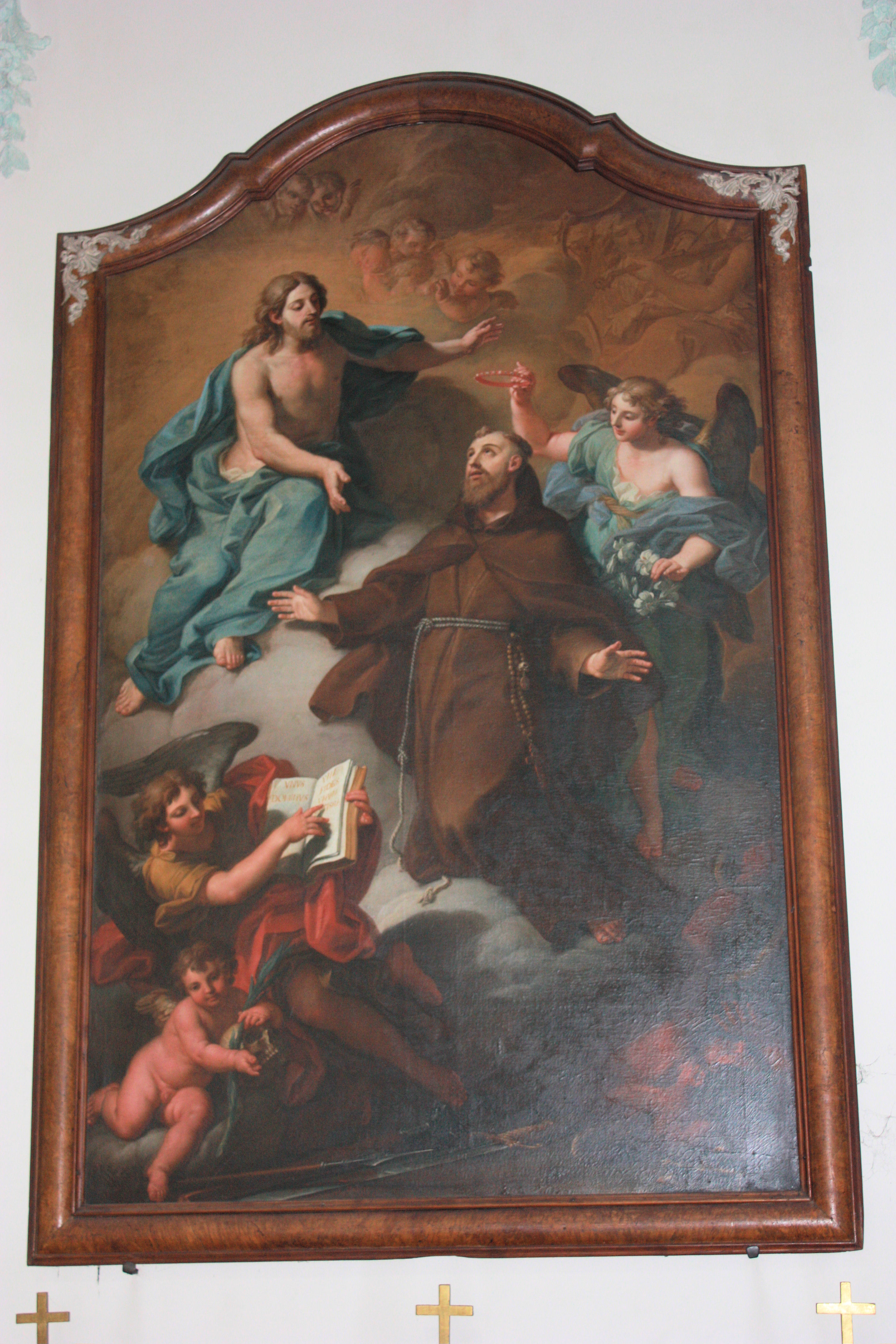
Pompeo Batoni: Apotheose des Hl. Fidelis in Rheinfelden AG

1729 wurde der als Erstlingsmärtyrer des Kapuzinerordens angesehene Feldkircher Guardian Fidelis selig- und am 29. Juni 1746 von Papst Benedikt XIV. zusammen mit Kamillus von Lellis heiliggesprochen. Zum Gedenken des Martyriums in der Schweiz wurde 1747 die Fideliskapelle (6) an die Südmauer der Laienkirche im rechten Winkel angebaut. Fidelis von Sigmaringen war in den Jahren 1618 bis 1619 Guardian des Kapuzinerklosters Rheinfelden. Die Weihung des Altars der Fideliskapelle wurde am 13. September 1750 durch den Fürstbischof von Basel Josef Wilhelm Rink von Baldenstein vorgenommen.
Unter der Fideliskapelle wurde 1747 wie auch in Laufenburg und in Waldshut eine Gemeinschaftsgruft mit 48 Plätzen angelegt.

### Konventstrakt
Der vierflügelige Konventstrakt der Kirchen wurde durch den Eingangskorridor (7) erschlossen. Der verschmälerte Ostflügel (9) beinhaltete die Besucherloge (10) des Presbyteriums. Klosterhofseitig (8) war eine halboffene Galerie (9) angelegt. Über eine Tür zur Klausur gelangte man in die geschlossene Galerie (11) des Südflügels, die das Treppenhaus (12), das Refektorium der Mönche (13) und die Klosterküche (14) erschloss. Im abgetrennten Westflügel lag eine wiederum geschlossene Galerie (15), die zum Necessarium mit einem Waschraum (17) und den dahinter gelegenen Latrinen (18) führte. Die davor gelegene, über die Küche erreichbare Speisekammer war über ein zweites Treppenhaus (16), mit der Fruchtschütte und dem Keller verbunden. Im nördlichen Flügel, der wiederum durch eine halboffene Galerie (19) erschlossen wurde, lagen westlich das Audienzzimmer (20), der Hostienbackofen (21), die Registratur mit Archiv (22) und die Pförtnerloge (23). Im Obergeschoss des Trakts befanden sich Gästezimmer für die Visitatoren, das Refektorium und die Stube der Laienbrüder, Zellen für mehr als 30 Mönche sowie die Bibliothek.

### Spätere Nutzung

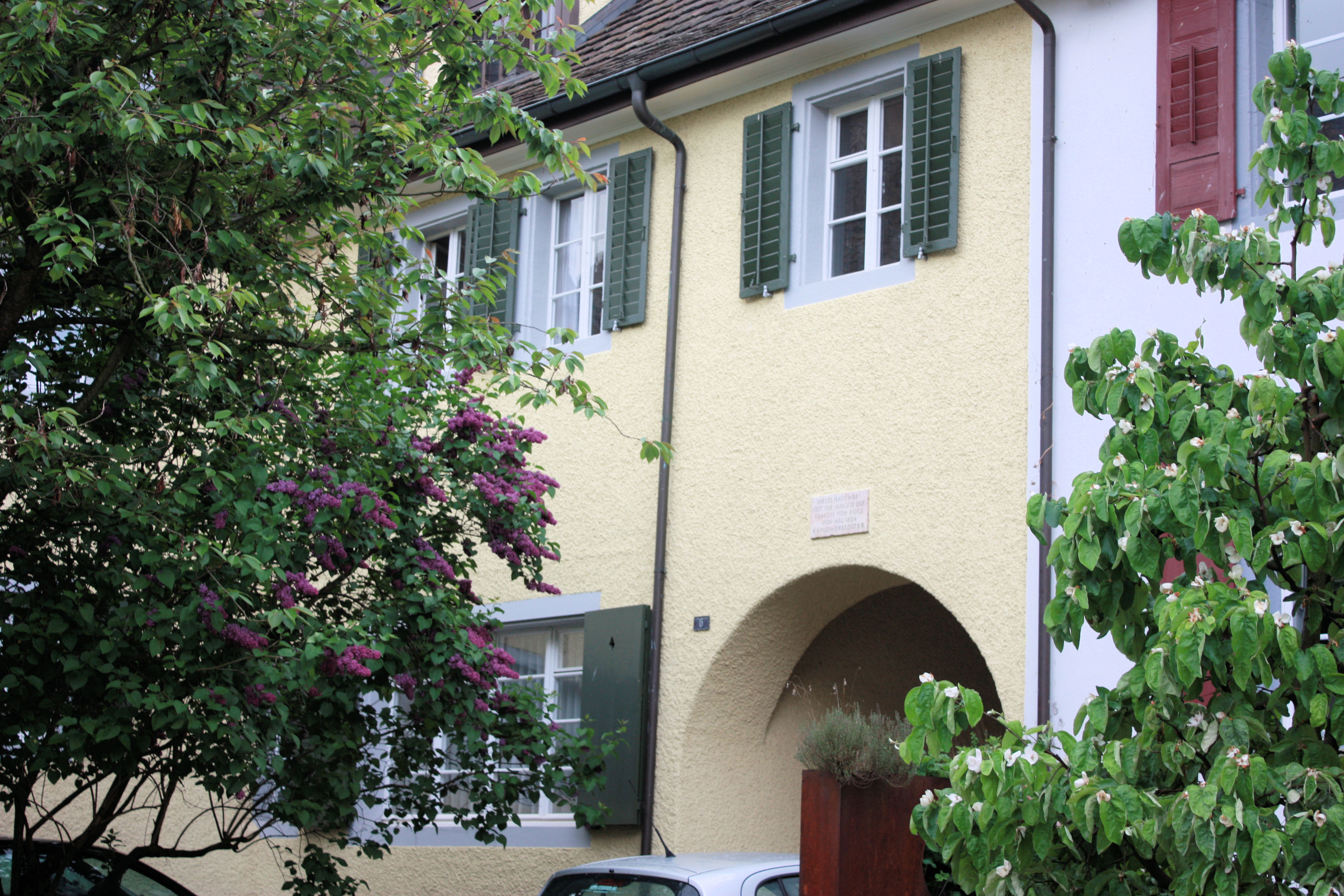
Umgebauter ehemaliger Osttrakt des Kapuzinerklosters Rheinfelden

Der Kanton Aargau übernahm nach der Klosteraufhebung im Mai 1804 zunächst den Gebäudekomplex vom scheidenden Guardian P. Reginald Fendrich, der bis zu seinem Tod 1811 in das Kapuzinerkloster Waldshut zog. 1810 verkaufte der Kanton den Komplex der die Stadtgemeinde Rheinfelden für 4675 Franken. Das Konventsgebäude, Presbyterium und Kapitelsaal wurden in Wohnungen umgebaut. Die Laienkirche diente in den folgenden Jahren als Lagerhaus der Bauverwaltung. Von 1831 bis 1890 wurde die Laienkirche als Theaterraum einer Theatergesellschaft genutzt. Im Zweiten Weltkrieg baute man die Kirche mit verstärkten Wänden zu einem Luftschutzbunker mit Leitstelle um. Seit 1972 wird die Laienkirche mit eingezogener Zwischendecke als städtisches Kulturforum genutzt. Im Obergeschoss befindet sich ein 146 m² grosser Veranstaltungsraum. Darunter liegen das Foyer und die Toilettenanlagen. Im Keller befinden sich noch Zivilschutzbunker, die wegen des Wärmeverbundes zum Teil rückgebaut werden sollen.

### Herausragende Mitglieder des Kapuzinerklosters in Rheinfelden
- Markus Roy, (1578–1622) Martyrer des Ordens, Guardian in Rheinfelden von 1618–1619
- Ignatius Eggs, (1618–1702) Buchautor, Palästinareisender